# Vtáčkovce
Vtáčkovce este o comună slovacă, aflată în districtul Košice-okolie din regiunea Košice. Localitatea se află la altitudinea de 395 m deasupra n.m., se întinde pe o suprafață de 3,74 km2 și în 2017 număra 1.132 de locuitori.

## Istoric
Localitatea Vtáčkovce este atestată documentar din 1427.

## Demografie
| An:                | 1994 | 2004    | 2014    | 2024    |
| ------------------ | ---- | ------- | ------- | ------- |
| Număr de persoane: | 572  | 829     | 1035    | 1305    |
| Diferență:         |      | +44,93% | +24,84% | +26,08% |

| An:                | 2023 | 2024   |
| ------------------ | ---- | ------ |
| Număr de persoane: | 1279 | 1305   |
| Diferență:         |      | +2,03% |